# Mexikanische Badmintonmeisterschaft 2014
Die Mexikanische Badmintonmeisterschaft 2014 fand vom 17. bis zum 20. Dezember 2014 in Mexiko-Stadt statt. Es war die 65. Auflage der nationalen Titelkämpfe von Mexiko im Badminton.	

## Sieger und Finalisten
| Disziplin    | Gold                            | Silber                        |
| ------------ | ------------------------------- | ----------------------------- |
| Herreneinzel | Lino Muñoz                      | Job Castillo                  |
| Dameneinzel  | Haramara Gaitan                 | Mariana Ugalde                |
| Herrendoppel | Lino Muñoz Arturo Hernández     | Job Castillo Antonio Ocegueda |
| Damendoppel  | Cynthia González Mariana Ugalde | Haramara Gaitan Sabrina Solis |
| Mixed        | Lino Muñoz Cynthia González     | Andrés López Sabrina Solis    |